# Klemens Janicki

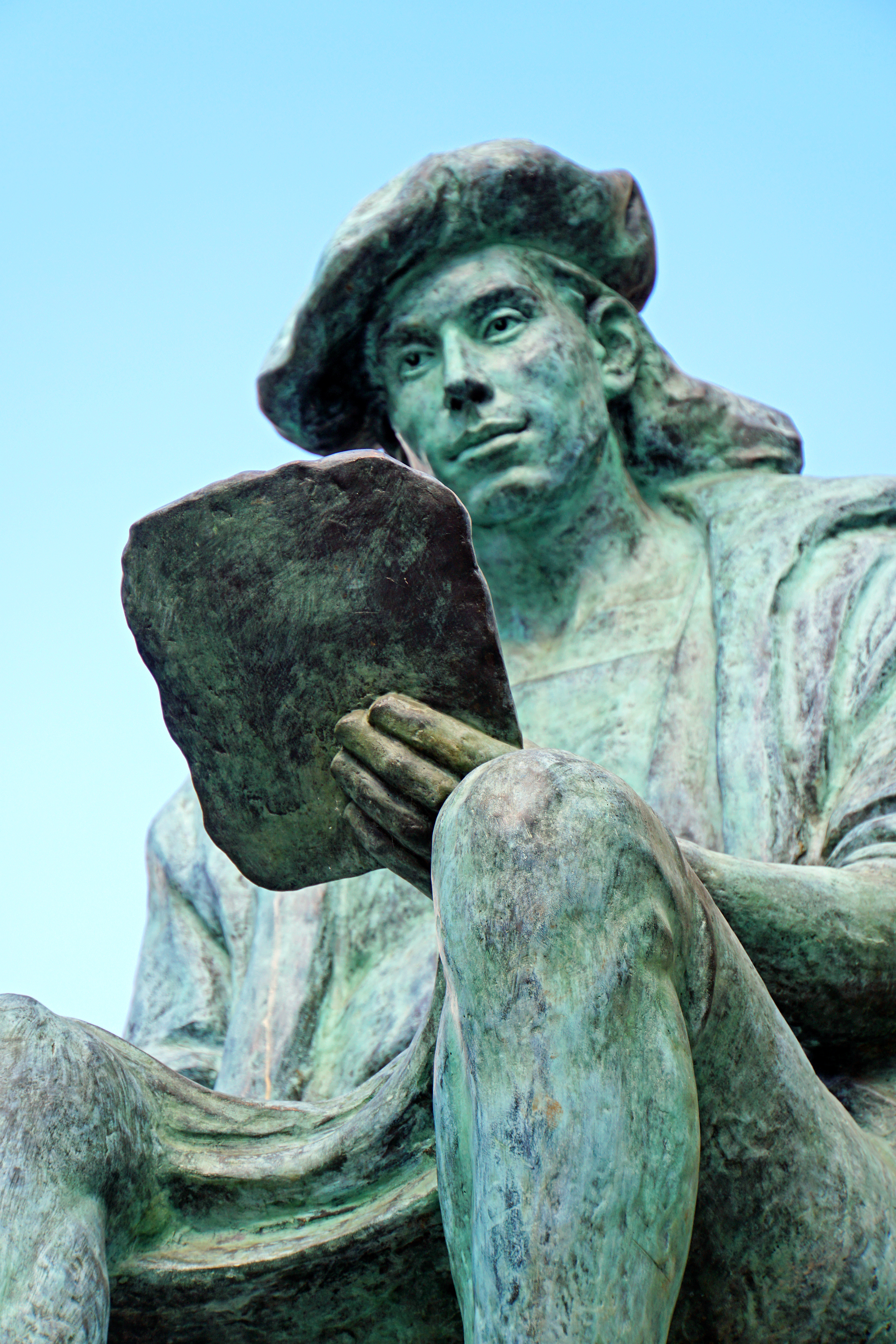
Denkmal in Posen

Klemens Janicki (auch: Janiciusz, Januszkowski, aus Januszkowo, Lateinisch: Clemens Ianicius, * 1516 in Januszkowo; † 1543) war einer der bedeutendsten lateinischen Dichter des 16. Jahrhunderts.

## Leben
Janicki wurde in Januszkowo, einem Dorf in der Nähe von Żnin als Kind einer polnischen Bauernfamilie geboren. Er besuchte zunächst eine Grundschule in Żnin und später die Lubrański-Akademie in Posen, wo er Griechisch, Lateinisch und antike Literatur studierte.
Im Jahr 1536 wurde er Sekretär des Gnesener Erzbischofs Andrzej II. Krzycki, durch den er Gelehrte wie etwa Jan Dantyszek und Stanisław Hozjusz kennenlernte. Während dieser Zeit schrieb er für seinen Gönner die Elegien Ad Andream Criciumand De Cricio Cracovia eunte wie auch Vitae archaepiscoporum Gnesnensium. Nach dem Tod Erzbischof Krzyckis arbeitete er unter der Patronage von Graf Piotr Kmita und schrieb das Werk Querella Reipublicae Regni Poloniae i Ad Polonos proceras. 1538 finanzierte Graf Sobieński sein Studium in Padua, wo er Filip Padniewski und Andrzej Zebrzydowski begegnete. Am 22. Juli 1540 graduierte er als Doktor der Philosophie. Papst Paul III. verlieh ihm den Titel eines poeta laureatus.
Während seiner Reise nach Italien erkrankte er an Ödemen und kehrte bald nach Polen zurück. Da er nicht weiter für Graf Kmita arbeiten wollte, widmete er sich einer Anstellung als Pfarrer in Gołaczewy bei Olkusz. Im Jahr 1541 schrieb er eine Sammlung von Elegien mit dem Titel „Tristium liber“ in welchen er seinen Tod vorhersagte, insbesondere in Elegie VII De se ipso ad posteriatem (Über mich selbst für die Nachwelt). Janicki starb im Januar 1543. Sein letztes Werk, Epithalamium Serenissimo Regi Poloniae, Sigismundo Augusto wurde von seinen Erben Jan Antonin und Augustinos Rotundos gefunden, die sich entschlossen es zu veröffentlichen.
Als Humanist und Kenner der Klassiker, gelang es Janicki seine dichterische Methodik auf höchstmögliches Niveau zu heben. Gleichzeitig näherte er sich seinen Themenfeldern auf originelle Art und Weise, was deutlich zu erkennen ist in den Textfragmenten, in denen er sich der Vergangenheit und Gegenwart seiner Heimat Polens widmet. Der Persönliche Ton war zu seiner Zeit ein neues Element in der polnischen Poesie. Er war der erste Dichter, der dermaßen ausführlich über sich selbst, seine Verwandten und die Würde und den Stolz seines Berufsstandes schrieb.

## Werke
Janicki war in erster Linie ein Schriftsteller der Lyrik, was inhaltlich besonders im Jahrgang 1542 zu ersehen ist. Von Ovid inspiriert schrieb er Elegien, in denen er persönliche Motive entwickelte und zum Teil private und topografische Einblicke in sein Leben gab. Seine autobiografische Elegie De se ipso ad posteritatem („Über mich selbst für die Nachwelt“) wird manchmal als eine Paraphrase der Elegien römischer Meister (Tristia IV, 10) verstanden. Mit dem Titel seines Gedichtbandes Tristium Liber nimmt er eindeutig Bezug auf die von Ovid in seinem Exil Tristia verfassten Elegien.
Neben Elegien waren Epigramme die häufigste lyrische Form der sich Janicki bediente. Dabei nutzte er zahlreiche Varianten dieses Genres: Epitaphen, Stemmata und metaphorische Gedichte, ähnlich emblematischen Kompositionen. In Anlehnung an Martial, Propertius und Catullus verarbeitete er verschiedene erotische, laudatorische, humoristische und satirische Motive. Es existieren zwei Sammlungen seiner Epigramme: Vitae archiepiscoporum Gnesnensium und Vitae regum Polonorum. Der erste Band beinhaltet 43 Gedichte die das Leben des Gnesener Erzbischofs, seines Gönners, beschreiben. Obwohl die darin enthaltenen Darstellungen der kirchlichen Würdenträger größtenteils positiv ausfallen, sind auch kritische und humoristische Töne zu erkennen. Der letztere, von Kmita veranlasste Band enthält 44 Gedichte (Biogramme) zu legendären und historischen Herrschern Polens (beginnend mit Mieszko I.).
Querela Reipublicae Regni Poloniae hat einen völlig anderen Charakter. Das Gedicht bezieht sich auf die Ereignisse der als Hühnerkrieg bekannt gewordenen Adelsrebellion. Durch die Worte des personifizierten Polens kritisiert Janicki den Adel, insbesondere die Magnaten, ihre internen Streitigkeiten und privaten Interessen.
Ein Hochzeitslied, Epithalamium Serenissimo Regi Poloniae, Sigismundo Augusto, anlässlich der geplanten Eheschließung zwischen König Sigismund II. August und Elisabeth von Österreich, der Tochter des Kaisers des Heiligen Römischen Reichs, Ferdinand I., der zugleich auch König von Böhmen und Ungarn war, war das Letzte Werk Janickis. Es gliedert sich in zwei Gedichte und besteht insgesamt aus über 500 Versen. Das erste, an König Sigismund I. gerichtete, war ein Lobgesang auf den Monarchen, seine militärischen Leistungen und andere Errungenschaften. Das Zweite Gedicht war das eigentliche Hochzeitslied und preist die Braut und den Bräutigam.

## Bibliographie
- Querela Reipublicae Regni Poloniae („Eine Beschwerde des Königreichs Polen“) 1538
- Tristium Liber I–X („Sorgen“, Buch I) 1542
- Elegie VII Über mich selbst für die Nachwelt
- Variarum elegiarum liber I („Verschiedene Elegien“, Buch I) 1542
- Epigrammatum liber I („Epigramme“, Buch I) 1542
- Epithalamium Serenissimo Regi Poloniae, Sigismundo Augusto („Ein Hochzeitslied für den polnischen König Sigidmund August“) Antwerpen 1563
- Vitae regum Polonorum Antwerpen 1563
- In Polonici vestitus varietatem et inconstantiam dialogus Antwerpen 1563
- Vitae archiepiscoporum Gnesnensium („Die Leben der Gnesener Erzbischöfe“) Krakau 1574

| Personendaten    | Personendaten                                                                                     |
| ---------------- | ------------------------------------------------------------------------------------------------- |
| NAME             | Janicki, Klemens                                                                                  |
| ALTERNATIVNAMEN  | Janiciusz, Klemens; Januszkowski, Klemens; Klemens aus Januszkowo; Ianicius, Clemens (lateinisch) |
| KURZBESCHREIBUNG | lateinischer Dichter                                                                              |
| GEBURTSDATUM     | 1516                                                                                              |
| GEBURTSORT       | Januszkowo                                                                                        |
| STERBEDATUM      | 1543                                                                                              |